# Rajmund Jarosz (aktor)
Rajmund Jarosz (ur. 9 kwietnia 1935 w Truskawcu) – polski aktor, artysta Starego Teatru w Krakowie i Piwnicy pod Baranami.
W 1960 ukończył studia na PWST w Krakowie, debiutował w teatrze 19 października 1961.
Wnuk Rajmunda, prezydenta Drohobycza.

## Filmografia
- 1957: Deszczowy lipiec
- 1964: Rękopis znaleziony w Saragossie
- 1975: Znikąd donikąd
- 1976: Ocalić miasto
- 1985: Temida (odcinek 2)
- 1987: Śmieciarz (odcinek 3)
- 1988: Kolory kochania